# Solanum incomptum
Solanum incomptum är en potatisväxtart som beskrevs av Friedrich August Georg Bitter. Solanum incomptum ingår i släktet skattor som ingår i familjen potatisväxter. Inga underarter finns listade i Catalogue of Life.